# ساتون کورتن‌نی
ساتون کورتن‌نی (به انگلیسی: Sutton Courtenay) یک روستا و محله مدنی در بریتانیا است که در ویل آو وایت هرس واقع شده‌است. ساتون کورتن‌نی ۲٬۴۲۱ نفر جمعیت دارد.